# 梅加洛
梅加洛(日文：メガロ/英文：Megalon)是隻哥吉拉系列電影中登場的怪獸。首次登場於《哥吉拉對梅加洛》。

## 概述
- 身長：55公尺
- 體重：4萬噸

梅加洛是海底王國西托比亞的守護神，是外型上酷似獨角仙的類昆蟲怪獸，因為受到人類的核子試爆影響，海底人因而召喚他前來報復人類。

## 登場電影
- 《哥吉拉對梅加洛》

## 外部連結
- 其他登場怪獸資料庫 （页面存档备份，存于）
- 怪獸系列：《哥吉拉對梅加洛》核爆受害者的矛盾對決 （页面存档备份，存于）
- 怪獸系列：《哥吉拉對梅加洛》追隨變身英雄熱潮的東寶怪獸們